# Орлівщина
Орлі́вщина — село в Україні, в Піщанській сільській громаді Самарівського району Дніпропетровської області. Населення становить 4730 осіб.

## Географія
Село Орлівщина знаходиться на лівому березі річки Самара, вище за течією на відстані 3 км розташований селище Черкаське, нижче за течією примикає смт Меліоративне, на протилежному березі — місто Самар. Річка в цьому місці звивиста, утворює лимани, стариці та заболочені озера. Поруч проходить залізниця, платформа 156 км.

## Населення

### Мова
Розподіл населення за рідною мовою за даними перепису 2001 року:
| Мова            | Кількість | Відсоток |
| --------------- | --------- | -------- |
| українська      | 4285      | 90.59%   |
| російська       | 417       | 8.82%    |
| білоруська      | 10        | 0.21%    |
| вірменська      | 9         | 0.19%    |
| болгарська      | 2         | 0.04%    |
| інші/не вказали | 7         | 0.15%    |
| Усього          | 4730      | 100%     |

## Історія
Орлов Кут лежав біля Самарського козачого Пустинно-Миколаївського монастиря. Вже у 1675 році Орлів Кут був відомий «по всему степу Самарскому, по всемъ маетностямъ бритайскимъ и орельскимъ, Бахмутскимъ и Кальміусскимъ». Тут був притулок для відвідувачів монастиря. У монастирі була козацька лікарня.
У 1735 році в Орловому Куті, Орлівщині постійно мешкало понад 40 сімей українців. Кошовий отаман дозволив Самарському монастирю мати 100 підданих селян в Орловщині та на другій стороні — 50 селян у Чернечому. Так вільних людей оселяли й забезпечували тут вимагаючи від них поза власним господарством, служби у монастирській козачій лікарні. Часто запорожці віднімали захоплених татарами руських людей у присамарських, привовчанських і присолонських степах і відводили їх до Самарського монастиря, де люди відновлювали сили. Таким героєм був отаман Опанасій Федорович Ковпак, який не раз брав у полон татар, турків і ногайців і відводив їх до Самарського монастиря. Мешканці Орлівщини мали глядіти полонених.

### Запорозька школа музики та співи
1770 році в Орловий Кут з Січі була переведена школа вокальної музики та церковного співу. Це було зроблено за розпорядженням Коша для підняття церковного читання і співу на Запоріжжі у сімейному центрі козацтва. Щоб «в школі практическі приучить молодих казаків, хлопців, к церковному співу, образовать із них отличних чтеців і співців для всіх вновь відкриваємих церков і приходів запорозького краю».
Вважається що дієвою особою школи був колишній дячок Святопокровської церкви Переяслава Михайло Кафізма, улюбленець кошового отамана Калнишевського. Його було переведено у 1766 році Глібовим з Переяслава до Єлисаветграда на співочу посаду капельмейстера.
1778 і 1779 у Самарській паланці на шляху з Криму на Кальміус перебули осінь, зиму і весну кримські греки.
За царату Орлівщина належала до Новомосковського повіту у 1-у благочинському окрузі.

### Покровська церква
У 1780 році настоятель Самарського монастиря ієромонах Феофан обчислив населення в окрузі та попрохав азовського губернатора Черткова влаштувати церкву Покрова Божої Матері (Покровська церква) у Орлівщині. Він відділив 120 десятин землі для її побудови з монастирських дач. Так в Орловщині, Піщанці, Лозоватій (Лозова) і Хащевому було 150 дворів у яких було 963 душ. У своєму листі до архієпископа Слов'янського і Херсонського преосвященного Никифора азовський губернатор Чертков просить про закладення церкви у Орлівщині і зазначає, що ці села усі заселені українцями. Рішення про будівництво дерев'яної церкви було прийняте 19 грудня 1780 року у Слов'янській духовній Консисторії за кошти Самарського монастиря. 14 листопада 1782 катеринославський протоієрей Олексій Хандалєев провів перше богослужіння у Покровській церкві монастирської слободи Орлівщина.
1886 року за переписом у слободі мешкало 1984 осіб, що тримали 389 дворових господарств. Слобода входила до складу Знаменської волості Новомосковського повіту. Тут було православна церква і школа.
Населення у 1989 році приблизно нараховувало 5600 осіб.
До 2017 року було центром Орлівщинської сільської ради.

## Економіка
- КСК «Нова Орлівщина».
- ТОВ «Новомосковська трикотажна фабрика».
- Кінний завод «Нова Орлівщина».
- ТОВ Віста — виробник кондитерських виробів.[2]

## Туризм та оздоровлення
- Санаторій «Новомосковський».
- База відпочинку «ГТК Самара».
- Аквапарк на території бази «Росинка»

Місця в Орлівщині мальовничі, річка чистенька, вода корисна, ідеальні умови для відпочинку і оздоровлення.

## Об'єкти соціальної сфери
- Школа I—III ст.

КЗ "Орлівщинський заклад загальної середньої освіти І-ІІІ ступенів", вул. Покровська, 18
- Школа I—II ст.
- Будинок культури.
- Лікарня.
- КЗ ДНЗ «Веселка», вул. Покровська, 10.

## Релігія
- Свято-Пантелеймонівський храм ПЦУ (вул. Лісова, 32, санаторій «Новомосковський»);
- Свято-Покровський храм (вул. Покровська, 1-Г);
- Свято-Миколаївський пустельний Самарський чоловічий монастир УПЦ МП (вул. Монастирська, 1).

## Природно-заповідний фонд
Поблизу села розташовані регіональний ландшафтний парк «Самарські плавні» та ботанічні пам'ятки природи місцевого значення «Орлівщанські дубові насадження» і «Орлівщанські віковічні сосни».

## Галерея

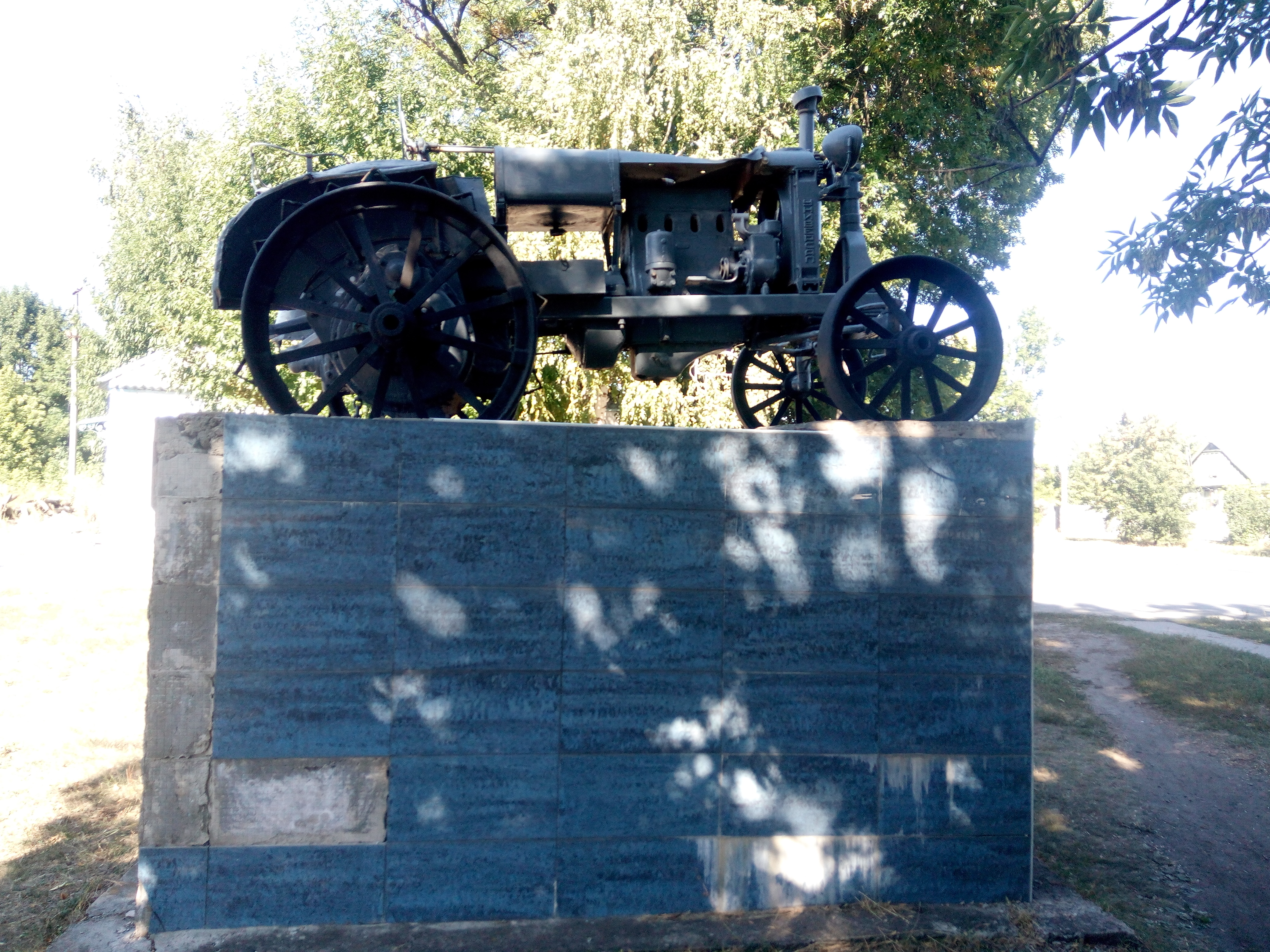
Трактор "Універсал - 2"
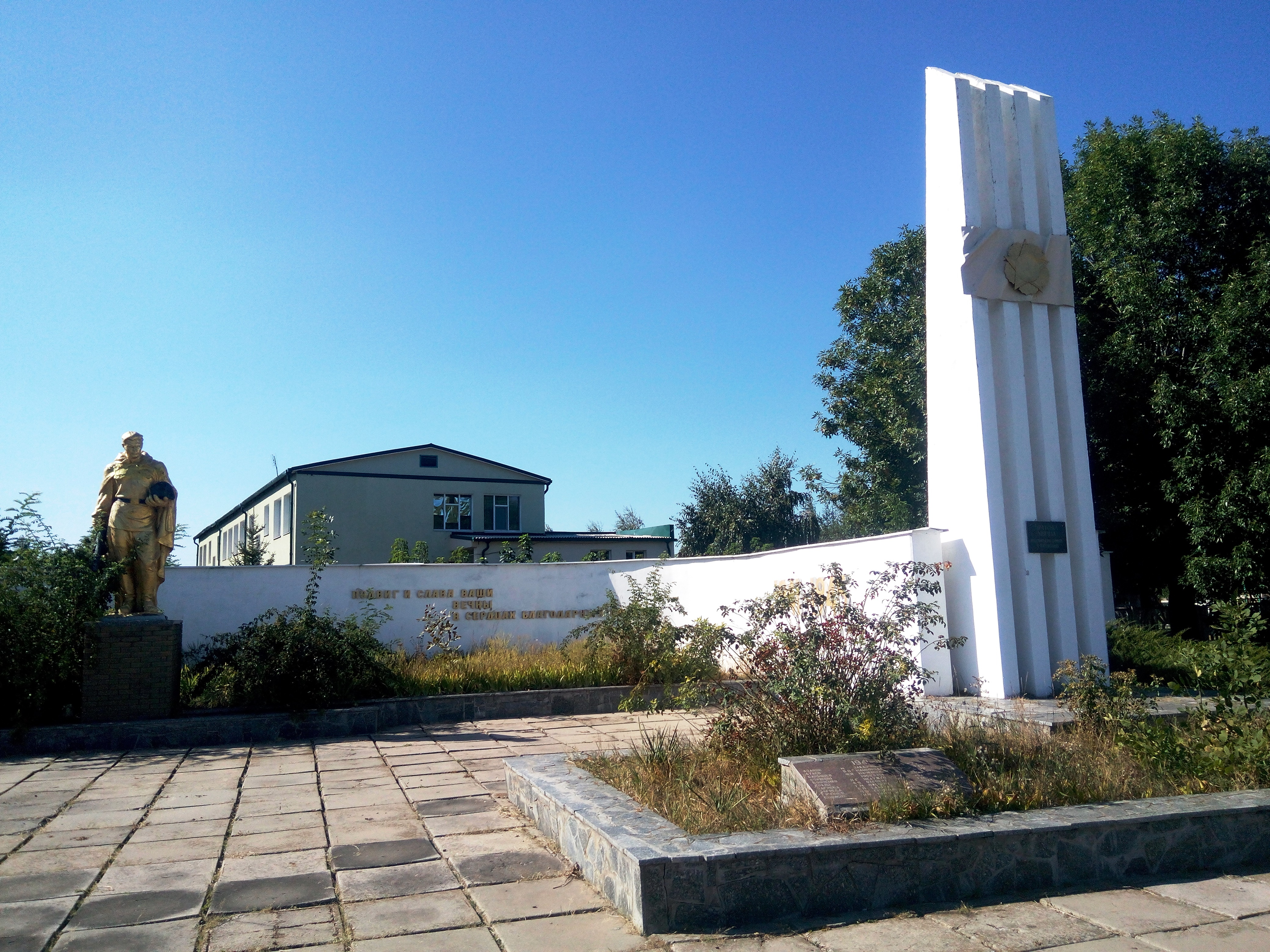
Братська могила радянських воїнів
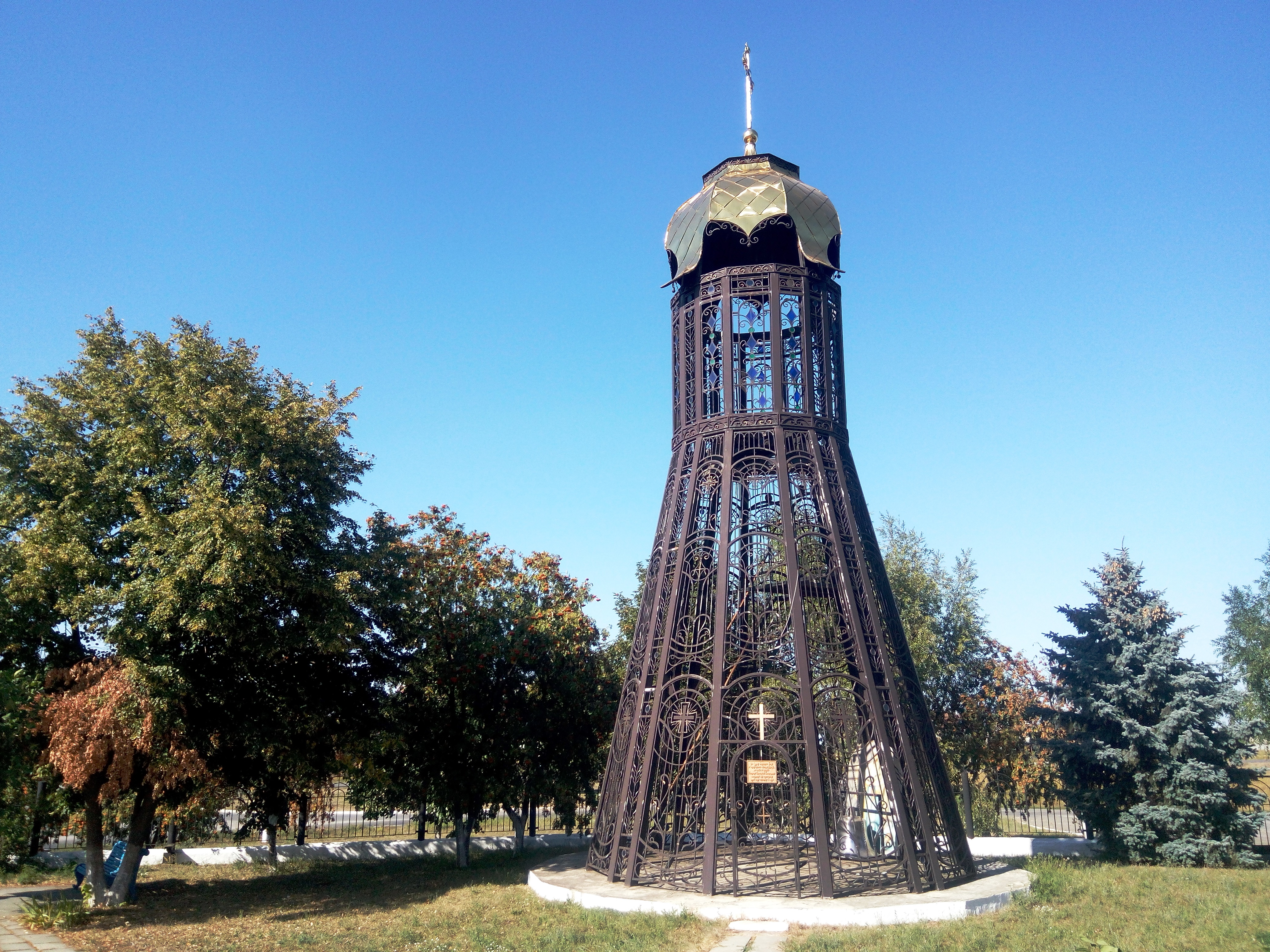
Дзвіниця на території Свято-Покровського храму
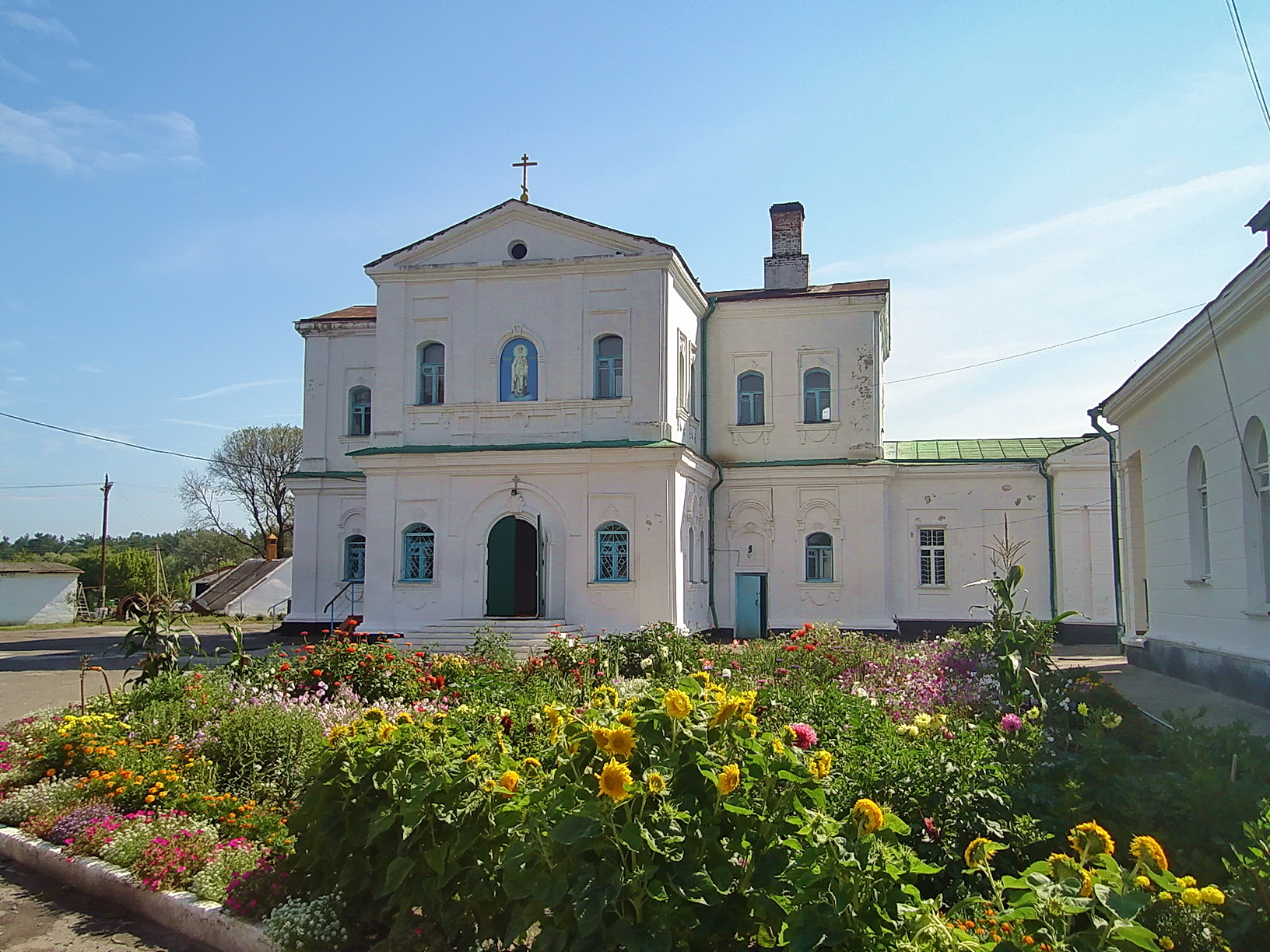
Свято-Миколаївський пустельний Самарський чоловічий монастир